# Driečna (přítok Ipoltice)
Driečna je potok v horním Liptově, v jihovýchodní části okresu Liptovský Mikuláš. Je to pravostranný přítok Ipoltice, měří 3,7 km a je tokem IV. řádu. Teče na území NAPANTu.

## Pramen
Pramení v Nízkých Tatrách, v podcelku Kráľovohoľské Tatry, na západo-jihozápadním svahu Veľké Vápenice (1691 m) v nadmořské výšce 1390 m.

## Popis toku
Od pramene teče na krátkém úseku na západo-jihozápad, zprava přibírá krátký přítok, pod sedlem Priehyba (1190 m) se stáčí severoseverozápadným směrem a protéká Driečnou dolinou. Dále přibírá pravostranný přítok (2 km}) ze západního svahu Veľké Vápenice, následně levostranný přítok ze severovýchodního svahu Kolesárové (1508 m) a nakonec nejvýznamnější přítok také zleva, Oravcovou. Pak už teče k ústí směrem na sever a v blízkosti myslivny Ráztoky, na styku tří dolin (Driečna, Ráztoky a Hošková), se v nadmořské výšce cca 937 m vlévá do Ipoltice.